# موسانتوزومب
موسانتوزومَب (انگلیسی: Mosunetuzumab) یک آنتی‌بادی مونوکلونال است که برای درمان لنفوم فولیکولی استفاده می‌شود. این داروی دومیزبانه به‌طور اختصاصی به CD20 و CD3 متصل می‌شود و لنفوسیت‌های تی را برای حمله به سلول‌های سرطانی به‌کار می‌گیرد. موسانتوزومَب را شرکت جننتک می‌سازد.
شایع‌ترین عوارض جانبی (بیش از ۲۰٪) عبارتند از: سندرم آزادسازی سیتوکین، خستگی، بثورات پوستی، تب و سردرد. شایع‌ترین ناهنجاری‌های آزمایشگاهی درجه ۳ تا ۴ (بیش از ۱۰٪) شامل کاهش تعداد لنفوسیت‌ها، کاهش فسفات، افزایش گلوکز، کاهش تعداد نوتروفیل‌ها، افزایش اسید اوریک، کاهش تعداد کلی گلبول‌های سفید، کاهش هموگلوبین و کاهش پلاکت‌ها است.
موسانتوزومَب جهت استفاده درمانی در اتحادیه اروپا در ژوئن ۲۰۲۲ و در ایالات متحده در دسامبر ۲۰۲۲ تأیید شد. سازمان غذا و داروی ایالات متحده (FDA) آن را یک داروی پیشگام (First-in-class؛ نخستین نمونه در کلاس دارویی خود) می‌داند.

## موارد مصرف
موسانتوزومَب برای درمان لنفوم فولیکولار بزرگسالان عودکننده یا مقاوم‌به‌درمان به‌کار می‌رود که پیش‌تر دو یا چند خط درمان سیستمیک دریافت کرده‌اند.

## موارد منع مصرف
مطابق اطلاعات تجویزی موسانتوزومَب در ایالات متحده آمریکا، این دارو به‌سبب احتمال سندرم آزادسازی سیتوکین جدی یا مرگبار در افرادی که مستعد چنین عارضه‌ای هستند، نباید تجویز شود.